# Power FM (Україна)
Power FM  — київська недержавна розважально-музична радіостанція.
Слоган: «Станція № 1», після введення квот на радіо основною мовою мовлення стала українська, раніше більшість програм виходило російською. Входить до холдингу Business Radio Group. Веде мовлення з 22 березня 2002 року (перший позивний — «Power FM», з 24 липня 2004 — «Радіо Шарманка», з лютого 2014 — «Улюблене радіо». 10 липня 2017 року радіостанція повернулася до позивного «Power FM».

## Історія
Радіостанція Power FM розпочала своє мовлення 22 березня 2002 року у форматі рок-музики. Проте через відсутність фінансового прибутку радіостанція почала зменшувати обсяг року в своєму етері. І 23 червня 2004 року вона змінила власні позивні на «Радіо Шарманка». Першою піснею нової радіостанції стала «Шарманка» російського співака Миколи Баскова. В етері «Радіо Шарманка» лунали сучасні західні, російські та українські пісні.
10 липня 2017 року радіостанція повернулась до власної старої назви «Power FM», проте з тим самим форматом, що був на «Шарманці» (сучасний західний та український поп).
26 вересня 2024 року Національна рада України з питань телебачення і радіомовлення анулювала ліцензію на мовлення на частоті 105.1 МГц у Запоріжжі, з юридичною особою ТОВ ТРК «Алекс ТВ».
1 жовтня «Power FM» припинив мовлення у Запоріжжі на частоті 105.1 МГц.

## Музичний формат
CHR/Top 40 — хіти українських та західних виконавців; співвідношення україномовного та іншого музичного контенту — 25/75; понад 73 % становлять пісні мовами ЄС).
Крім музичних блоків в ефірі є авторські програми, інтерв'ю найвідоміших артистів та музикантів, інформаційні блоки, дорожня інформація, прогноз погоди.

## Програми
- «Халатний вечір»  — Перше радіо-квест шоу в Україні. Запрошену зірку чекає зручний халат і двоє веселих ведучих — теж в халатах! І вони підготували оригінальні питання і несподівані завдання: дізнаються, скільки вона заробляє, перевіряють телефон на «компромат», змушують залишити «гострий» коментар в instagram і багато іншого.

Ведучі: Андрій Ткачов, Женя Тюртюбек.
Час: п'ятниця-субота: 18:00-20:00.
- «Top 5 @ 5»  — П'ятірка найгарячіших треків за версією Power FM

Час: понеділок-п'ятниця: 17:00-17:30.
- «Top 9 @ 9»  — Дев'ятка найгарячіших треків за версією Power FM

Час: понеділок-п'ятниця: 21:00-21:30.
- «Power Top 30»  — 30 найгарячіших треків за версією Power FM

Час: п'ятниця: 16:00-18:00, неділя: 18:00-20:00.
- Power Weekends  — марафон, присвячений важливій музичній, кіно або фестивальній події. Жодна музична новина не пройде непоміченою.

Час: субота-неділя: 10:00-18:00.

## Карта покриття
- Київ — 104,0 FM
- Бердичів — 103,0 FM
- Березань — 96,6 FM
- Дніпро — 104,0 FM
- Донецьк — 99,4 FM
- Кривий Ріг — 103,6 FM
- Олешки — 106,7 FM
- Полтава — 102,7 FM
- Севастополь —  89,5 FM
- Сімферополь — 103,1 FM
- Суми — 87,7 FM
- Харків — 105,7 FM
- Херсон — 106,7 FM
- Чернігів — 101,8 FM
- Ялта — 102,9 FM

### Нереалізовані плани через окупацію
Міста, де мовлення не розпочалось через окупацію
- Бердянськ — 91.5 FM
- Мелітополь — 99.1 FM

### Сторінки в соцмережах
- Power FM у соцмережі «Facebook»
- Power FM  у соцмережі «Instagram»

1. ↑  Архівована копія. Архів оригіналу за 5 липня 2020. Процитовано 12 травня 2022.{{cite web}}:  Обслуговування CS1: Сторінки з текстом «archived copy» як значення параметру title (посилання)